# Obermumpf
Obermumpf est une commune suisse du canton d'Argovie, située dans le district de Rheinfelden.